# Lispe mapaoensis
Lispe mapaoensis är en tvåvingeart som beskrevs av Paterson 1953. Lispe mapaoensis ingår i släktet Lispe och familjen husflugor. Inga underarter finns listade i Catalogue of Life.